# Gustaf Gröning
Per Gustaf Gröning, född 4 juli 1861 i Norbergs socken, Västmanlands län, död 29 mars 1941 i Bollnäs, var en svensk häradshövding. 
Gröning, som var son till byggmästaren Anders Gustaf Gröning och Anna Brita Persdotter, blev juris kandidat vid Uppsala universitet 1890, vice häradshövding 1894 och var häradshövding i Bollnäs domsaga 1906–1931. Han var bland annat ordförande i styrelsen och verkställande direktör för Dala–Hälsinglands Nya Järnvägs AB, ledamot av kommunalfullmäktige i Björkhamre köping från 1923 och inspektör för Bollnäs kommunala mellanskola från 1926.